# Déclaration des droits des personnes handicapées
Pour les articles homonymes, voir Déclaration des droits (homonymie) et Droits des personnes handicapées.
Ne doit pas être confondu avec Convention relative aux droits des personnes handicapées.
La Déclaration sur les droits des personnes handicapées est une résolution de l'Assemblée générale des Nations unies votée le 9 décembre 1975 et relative, comme son nom l'indique, aux droits des personnes handicapées.
La Déclaration définit la personne handicapée comme celle « qui est dans l'incapacité d'assurer par elle-même tout ou partie des nécessités d'une vie individuelle ou sociale normale, du fait d'une déficience, congénitale ou non, de ses capacités physiques ou mentales » (article 1 de la Déclaration).

## Une Déclaration inclus dans un corpus de texte
Cette Déclaration sans force obligatoire fait référence à :
- la Déclaration universelle des droits de l'homme
- aux Pactes internationaux relatifs aux droits de l'homme
- à la Déclaration des droits de l'enfant
- à la Déclaration des droits du déficient mental
- à la Résolution 1921 du Conseil économique et social, en date du 6 mai 1975 sur la prévention de l'invalidité et la réadaptation des handicapés
- à la Déclaration sur le progrès et le développement dans le domaine social

En 2006, elle a été complétée par la Convention relative aux droits des personnes handicapées.